# 1066 w polityce

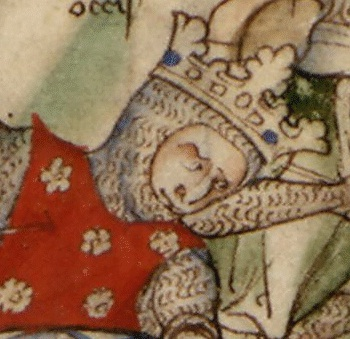
Harald III Srogi, król Norwegii

Wydarzenia polityczne w 1066 roku.

## Wydarzenia
- Wilhelm Zdobywca dokonuje inwazji Anglii[1][2].
- 14 października Bitwa pod Hastings[1]. W walce ginie król Harold[3].

## Zmarli
- 5 stycznia Edward Wyznawca, król Anglii[4][5].
- 25 września Harald III Srogi, król Norwegii[6][7].